# Adonisea copiosa
Adonisea copiosa là một loài bướm đêm trong họ Noctuidae.